# Libya Post Company
Libya Post Company est un opérateur du service postal libyen, filiale de la compagnie publique Libyan Post Telecommunications & Information Technology Company (LPTIC).

## Réglementation
Selon la décision 63/2005 du Premier ministre libyen,  l’Etat libyen est propriétaire des grandes entreprises de communication.

## Activités
La Société a pour but d'établir, d'exploiter, de gérer et d'organiser toutes sortes de services postaux, dont le courrier intérieur et à l'étranger, y compris les services financiers. 

## Philatellie
La Poste tunisienne est partenaire de la poste libyenne pour l'impression des timbres-poste.